# Silvia Abravanel
Silvia Vieira Abravanel (São Paulo, 18 de abril de 1971), também conhecida como Silvinha, é uma apresentadora de televisão, produtora, dubladora, empresária e diretora brasileira. Tornou-se mais conhecida por comandar o programa de televisão Bom Dia & Companhia, no SBT, assumindo de julho de 2015 até abril de 2022. Silvinha, comandou o programa até abril de 2022, quando a atração foi encerrada depois de 28 anos no ar. No final do mesmo mês passou a comandar o programa infantil Sábado Animado, também no SBT.

## Biografia
Silvia Abravanel nasceu em 18 de abril de 1971, em São Paulo. Foi deixada por sua mãe biológica ainda na maternidade por não ter condições financeiras de criá-la. Silvia foi encaminhada para um orfanato onde, aos três dias de vida, foi adotada por Silvio Santos e sua primeira esposa, Maria Aparecida Vieira Abravanel que queria ter mais um filho e não estava conseguindo engravidar. Silvia tem uma irmã mais velha, a encenadora Cintia. Sua mãe faleceu quando ela tinha 5 anos de idade em decorrência de um câncer. Seu pai então se casou com Íris Abravanel, sua madrasta, a quem sempre chamou de mãe, pois a criou. Deste casamento, seu pai teve outras quatro filhas: Daniela, Patrícia, Rebeca e Renata. Silvia é católica, frequentou a Escola Graduada de São Paulo e cursou medicina veterinária na UNOESTE - Universidade do Oeste Paulista em Presidente Prudente.

## Carreira

### 2003–14: Início da carreira, produção e direção
Sua estreia na televisão aconteceu na AllTV, emissora via internet, em 2003. Ela comandava o programa "Sobretudo" e saiu depois de pouco tempo, após a emissora ter cedido uma fita do programa para a RedeTV! No conteúdo, Silvia mostrava uma charge do site Humortadela satirizando a falsa entrevista do programa "Domingo Legal", de Gugu Liberato, com integrantes do PCC. Após o fato, Silvia anunciou ao vivo a saída da emissora. Além disso, Silvia também teria sido repreendida pelo próprio pai.
Em 2004, ganhou a chance de estrear no SBT, emissora de seu pai, Silvio Santos, ao apresentar o programa de televisão Casos da Vida Real, uma versão brasileira da série de televisão mexicana Mujer, casos de la vida real. A cada episódio, o programa abordava histórias verdadeiras sobre assuntos comuns, incluindo aborto, incesto, depressão e outros temas, com cenas ilustrativas encenadas por atores mexicanos. O programa estreou na programação do SBT em 5 de janeiro de 2004 e teve o seu último episódio exibido em 27 de fevereiro do mesmo ano.
Ainda em 2004, Silvia passou a comandar o Programa Cor de Rosa, com Décio Piccinini. O programa, que tratava de assuntos do mundo artístico, estreou na programação do SBT em 2 de agosto, substituindo Chaves. Em 5 de novembro, Programa Cor de Rosa deixa de ser exibido por falta de audiência.
Após o fim de seus programas, Silvia ingressou em sua carreira de diretora e produtora, passando a dirigir e produzir vários programas da grade do SBT, incluindo Roda a Roda Jequiti e Programa Silvio Santos. Em 2007, tornou-se a diretora do núcleo infantil da emissora, dirigindo Carrossel Animado, Sábado Animado, Domingo Animado e Bom Dia & Companhia, além de dirigir Vamos Brincar de Forca.

### 2015–presente:Bom Dia & Companhia, trabalhos paralelos eSábado Animado
Em julho de 2015, o Ministério da Justiça decreta a proibição de Matheus Ueta e Ana Júlia Souza no comando do programa Bom Dia & Companhia. Abravanel então assume a apresentação do programa por tempo indeterminado. No mesmo ano, Silvia é definida como a apresentadora oficial do programa. Desde 2015, ela é apresentadora convidada do Teleton, uma campanha de arrecadação para AACD, transmitida anualmente pelo SBT.
De 2016 a 2018, Silvia foi uma das apresentadoras regulares do Caldeirão da Sorte. Silvia dublou a personagem Masha, da animação Masha e o Urso: O Filme. Em 2017, Abravanel foi indicada para a 15ª edição do Troféu Internet, na categoria melhor apresentadora. No ano seguinte, ela lançou seu próprio canal de vlogs homônimo no YouTube. Em 2018, foi indicada como melhor apresentadora para a 16ª edição do Troféu Internet, recebendo os prêmios de seu programa infantil matinal, Bom Dia & Companhia, no Troféu Imprensa.
Com o fim do Bom Dia & Companhia em 1° de abril de 2022, ela passou a comandar o programa infantil Sábado Animado a partir de 30 de abril de 2022 até hoje.

## Vida pessoal

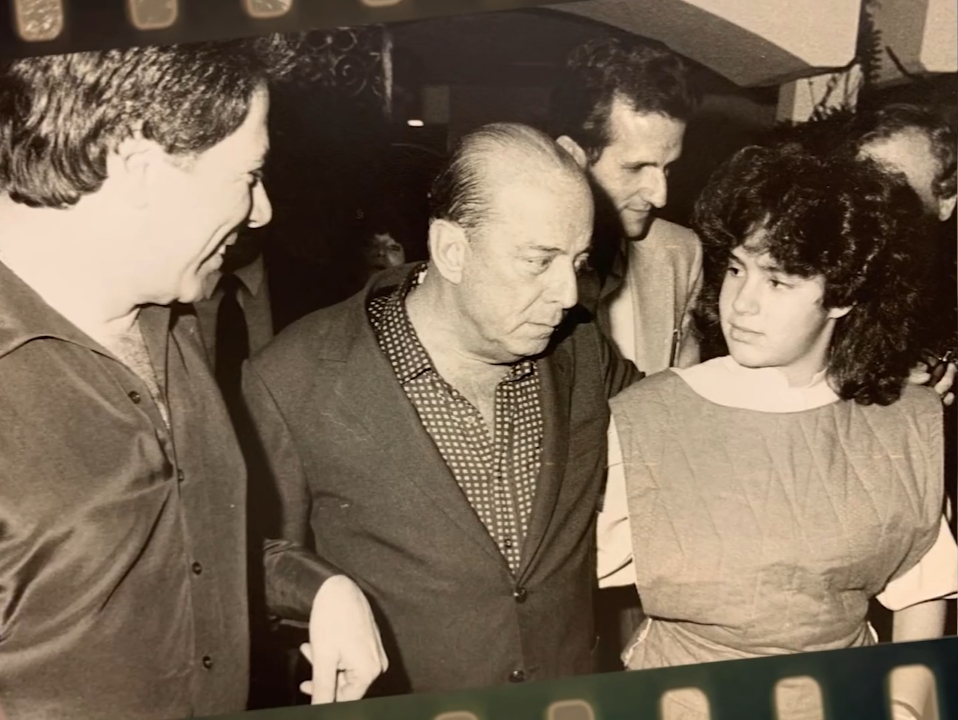
Silvia ao lado de João Figueiredo e Silvio Santos.

De 1997 a 2002, Silvia foi casada com o empresário Murilo Abbas, com quem ela teve uma filha, Luana, nascida em 1999 com a síndrome de galactosemia, doença genética marcada por incapacidade de metabolizar a galactose, o açúcar típico do leite, e paralisia cerebral, causado por uma anoxia perinatal em seu parto.
Em 2004, Silvia casou-se com o executivo Felipe Coimbra. Em 2005 nasceu Amanda, sua segunda filha. Suas duas filhas nasceram de cesariana, na Capital Paulista. O casal anunciou seu divórcio em 2011. Em 2013, Silvia se casa pela terceira vez, com o cantor sertanejo Kleiton Pedroso de Abreu. A cerimônia foi realizada na casa de Abravanel no Ibirapuera, em São Paulo, contando com a presença de familiares e amigos mais íntimos. Em outubro de 2018, Silvia se divorcia de Kleiton.
Sílvia é espírita, sendo a única entre as suas irmãs que não é nem evangélica ou judia.

## Controvérsias

### Desentendimento com Patrícia Abravanel noTeleton 2015
O encerramento do Teleton contou com a presença de Silvia, seu pai, Silvio Santos, sua irmã, Patrícia, e seu sobrinho, Tiago. No palco, era nítido o desconforto de Silvia, o público percebeu que ela estava retraída, pouco falou e foi praticamente anulada pelo pai, a irmã mais nova e o sobrinho.
Questionada por seus seguidores em suas redes sociais, ela esclareceu o que ocorreu no palco do Teleton. Segundo Abravanel, ela manteve-se quieta a pedido de Patrícia, limitando-se ao seu depoimento sobre a filha deficiente e o trabalho da AACD.

### Crise de choro noBom Dia & Companhia
Em 4 de outubro de 2018, Abravanel sofreu uma crise de choro antes de entrar no ar para comandar o Bom Dia & Companhia. Segundo os amigos próximos, Silvia confidenciou que acredita estar sendo vítima de um complô para deixar o comando do programa. Após a crise de choro, Abravanel negou-se a apresentar a atração enquanto seu rosto estivesse inchado e só assumiu o programa quase uma hora após o início da transmissão.

### Suposto assédio moral ao vivo
Na manhã do dia 19 de fevereiro de 2020, a apresentadora interrompeu o programa infantil 'Bom Dia & Cia' e chamou alguns membros da equipe no palco, perguntando se eles haviam sido avisados sobre sua falta na última segunda feira 17. Em seguida, ela perguntou se a equipe sabia da informação e alguns confirmaram que sabiam. A apresentadora então lhes disse:
“Vocês ficaram que nem idiotas andando pelo corredor? Só pra saber. Um beijo pra vocês. A justificativa tá dada e é isso que tem. Se metam na vida de outra pessoa".
Nas redes sociais, internautas repercutiram a situação e criticaram o constrangimento ao vivo causado pela apresentadora aos funcionários e a acusaram de assédio moral. Foi a segunda vez que Silvia teve problemas com a sua equipe. Em julho de 2018 ela reclamou da temperatura do estúdio, dando a entender que iria demitir o funcionário responsável pelo ar-condicionado:
“Eu estou passando muito frio aqui, Lucas do ar, se é isso que você quer saber. Toda vez que é você, é frio. E isso não é justo comigo, eu não posso passar frio.”
Depois desse episódio, a apresentadora teve sua conta do Instagram hackeada, e abandonou as redes sociais. Ao iniciar o programa no dia seguinte, voltou a ironizar as críticas que sofreu da mídia:
“Queria saber se essa gente que cuida da minha vida vai deixar eu viajar no Carnaval”
A repercussão negativa só aumentou, até que horas depois Silvia Abravanel pediu demissão do programa, pegando todos de surpresa, principalmente por ter afirmado publicamente que não se importava com as críticas.
Silvia teve que viajar a Orlando nos Estados Unidos para falar com Silvio Santos pessoalmente para acertar sua demissão, porém o empresário e apresentador negou o pedido.
Com a massiva repercussão negativa, o Bom Dia & Cia começou a apresentar baixa audiência.
Na manhã da quinta feira 5 de março, uma estrutura que sustenta parte da iluminação do estúdio do Bom Dia & Cia e do Programa do Ratinho desabou, pouco mais de uma hora antes da atração de Silvia Abravanel entrar no ar. Por sorte, não havia ninguém no local no momento do incidente.

## Filmografia

### Cinema
| Ano  | Título                            | Papel     | Nota(s)      |
| ---- | --------------------------------- | --------- | ------------ |
| 2010 | Silvio Santos: 80 Anos de Alegria | Ela mesma | Documentário |
| 2016 | Masha e o Urso: O Filme           | Narração  | Dublagem     |

### Televisão

#### Apresentação
| Ano                      | Título                       | Emissora | Nota(s)                                          |
| ------------------------ | ---------------------------- | -------- | ------------------------------------------------ |
| 2003                     | Sobretudo                    | AllTV    |                                                  |
| 2004                     | Mulheres, Casos da Vida Real | SBT      |                                                  |
| 2004                     | Programa Cor de Rosa         | SBT      |                                                  |
| 2015–17; 2022–Atualmente | Sábado Animado               | SBT      |                                                  |
| 2015–22 / 2023           | Bom Dia & Companhia          | SBT      |                                                  |
| 2015–presente            | Teleton Brasil               | SBT      |                                                  |
| 2016–18                  | Caldeirão da Sorte           | SBT      |                                                  |
| 2018                     | Você na Telinha do SBT       | SBT      |                                                  |
| 2025                     | Hebe, a Cara da Coragem      | SBT      | Exibição especial de dia internacional da mulher |
| 2025                     | SBT Repórter                 | SBT      | Apresentadora na área do entretenimento          |

#### Produção
| Ano     | Título                 | Emissora | Nota(s)             |
| ------- | ---------------------- | -------- | ------------------- |
| 2005–12 | Roda a Roda Jequiti    | SBT      | Produtora executiva |
| 2008    | Programa Silvio Santos | SBT      | Produtora           |

#### Direção
| Ano                      | Título                 | Emissora | Nota(s)           |
| ------------------------ | ---------------------- | -------- | ----------------- |
| 2007–16; 2022–atualmente | Sábado Animado         | SBT      | Também roteirista |
| 2007–10                  | Carrossel Animado      | SBT      | Também roteirista |
| 2007–10                  | Domingo Animado        | SBT      | Também roteirista |
| 2009–2022; 2025–presente | Bom Dia & Companhia    | SBT      | Também roteirista |
| 2012–13                  | Vamos Brincar de Forca | SBT      |                   |
| 2013–15                  | Roda a Roda Jequiti    | SBT      |                   |

### Internet
| Ano           | Título           | Plataforma | Nota(s)                 |
| ------------- | ---------------- | ---------- | ----------------------- |
| 2018–presente | Silvia Abravanel | YouTube    | Canal próprio de vlogs. |

### Outros
| Ano     | Título                                       | Emissora | Função       | Nota(s)                                 |
| ------- | -------------------------------------------- | -------- | ------------ | --------------------------------------- |
| 2017-22 | Programa Silvio Santos: Jogo das Três Pistas | SBT      | Participante | Diversos quadros                        |
| 2018    | Bake Off 2                                   | SBT      | Concorrente  | Edição especial; eliminada na semifinal |

## Prêmios e indicações
| Ano  | Prêmio          | Categoria                | Trabalho            | Resultado |
| ---- | --------------- | ------------------------ | ------------------- | --------- |
| 2016 | Troféu Imprensa | Melhor Programa Infantil | Bom Dia & Companhia | Venceu    |
| 2016 | Troféu Internet | Melhor Programa Infantil | Bom Dia & Companhia | Venceu    |
| 2017 | Troféu Internet | Melhor Apresentadora     | Bom Dia & Companhia | Indicada  |
| 2017 | Troféu Internet | Melhor Programa Infantil | Bom Dia & Companhia | Venceu    |
| 2017 | Troféu Imprensa | Melhor Programa Infantil | Bom Dia & Companhia | Venceu    |
| 2018 | Troféu Internet | Melhor Apresentadora     | Bom Dia & Companhia | Indicada  |
| 2018 | Troféu Internet | Melhor Programa Infantil | Bom Dia & Companhia | Venceu    |
| 2018 | Troféu Imprensa | Melhor Programa Infantil | Bom Dia & Companhia | Venceu    |